# Kubilaj-chan
Chan Kubilaj lub Kubilaj-chan (ur. 23 września 1215, zm. 18 lutego 1294) – wnuk Czyngis-chana, syn Tołuja i Sorkaktani-beki, piąty wielki chan mongolski i pierwszy cesarz Chin z dynastii Yuan.

## Życiorys
Kubilaj był pierwszym z wielkich chanów mongolskich, który odebrał staranne wykształcenie. Prawdopodobnie dzięki niemu opuścił rodzinne stepy Mongolii, decydując się na osiadły tryb życia w Chinach. Być może zrozumiał, że państwem tym można rządzić jedynie będąc na miejscu, nie zaś z dalekiej Mongolii.
W 1260 roku Kubilaj został wielkim chanem mongolskim. Dzięki jego rządom imperium mongolskie znalazło się u szczytu rozwoju. Przeniósł on stolicę swego imperium z Karakorum do Chanbałyku, czyli dzisiejszego Pekinu. W roku 1271 założył mongolską dynastię Yuan. Po podbiciu Chin zakończył panowanie dynastii chińskich i w roku 1279 został cesarzem chińskim, władcą olbrzymiego imperium.
Państwa sąsiadujące z cesarstwem chana Kubilaja zmuszone były uznać jego zwierzchnictwo. Nie powiodły się plany Kubilaja mające na celu podbicie Japonii i Jawy. Mimo iż był buddystą, był zainteresowany rozwijającym się chrześcijaństwem (m.in. zaopatrzył w listy żelazne Bar Saumę na czas jego pielgrzymki do Jerozolimy) i zapraszał misjonarzy do odwiedzania Chin. Chan wspierał również rozwój rzemiosła, nauki i sztuki. Jednym z obcokrajowców, którzy odwiedzali w tym czasie jego dwór, był Marco Polo.

### Młodość
Kubilaj urodził się 23 września 1215 roku. Jego rodzicami byli syn Czyngis-chana – Tołuj i Sorkaktani-beki, krewna kereickiego władcy Togrula. Chłopiec był wychowywany, jak przykazał jego dziadek, wielki chan Temudżyn, pod opieką niani pochodzenia tanguckiego, buddystki. Młodzieniec wraz z bratem, Möngke, i dziadkiem Czyngis-chanem wziął udział w ceremonii inicjacji po polowaniu nad rzeką Ili. 9-letni Kubilaj wraz ze starszym bratem upolowali zająca i antylopę, po czym ich dziadek posmarował środkowy palec Kubilaja tłuszczem z zabitych zwierząt wedle mongolskiej tradycji i odrzekł: „Słowa tego chłopca, Kubilaja, są pełne mądrości, uważnie ich słuchajcie, wszyscy ich słuchajcie”. Czyngis-chan zmarł w 3 lata później w 1227 roku, gdy Kubilaj miał 12 lat. Jego ojciec sprawował rządy nad stworzonym przez ojca imperium przez 2 lata jako regent, po czym tron mongolski objął wuj Kubilaja, Ugedej. Tołujowi po śmierci ojca dostał się mongolski rdzeń imperium, co było potem źródłem potęgi i wpływów matki Kubilaja.
Po podboju cesarstwa dynastii Jin Ogedej nadał w 1236 r. rodzinie zmarłego w 1232 r. Tołuja prowincję Hebei z 80 000 gospodarstw, o które to nadanie poprosiła Sorkaktani. Kubilaj przejął majątek liczący 10 000 gospodarstw i pozwolił miejscowym urzędnikom działać swobodnie. Wskutek tego poborcy podatkowi zaczęli panoszyć się po posiadłościach, doprowadzając ludność do nędzy i sprawiając, że przychody podatkowe Kubilaja zaczęły topnieć. Zszokowany książę ukrócił patologie, sprowadzając z dóbr matki zarządców takich jak Szi Tiantse.
Kubilaj sprowadził do swej ordy w Mongolii buddyjskiego mnicha z Tybetu, Haiyuna. Przyszły chan spotkał go w Karakorum w 1242 r. i zapytał o buddyjską filozofię. Mnich nazwał urodzonego w 1243 r. drugiego syna Kubilaja Zhenjin (chiń.真金 – „Prawdziwe Złoto”). Dzięki Haiyunowi Kubilaj poznał także innego mnicha buddyjskiego, Liu Bingzhonga, byłego taoistę, który był także poetą, pisarzem, matematykiem i malarzem. Doradzał Kubilajowi, gdy Haiyun wrócił do świątyni na terenie dzisiejszego Pekinu.
Do otoczenia Kubilaja dołączył także uczony z prowincji Shanxi, Zhao Bi.

### Zwycięstwa w północnych Chinach
W 1251 r., gdy Möngke został wielkim chanem, Kubilaj otrzymał namiestnictwo nad północnymi Chinami i przeniósł swą ordę do centralnej części obecnej Mongolii Wewnętrznej. Wnuk Czyngis-chana dobrze zarządzał powierzonymi mu ziemiami, zwiększając w Henan produkcję rolną i zwiększył wydatki na pomoc społeczną po otrzymaniu Xi’an. Dzięki takim działaniom Kubilaj zaskarbił sobie przychylność chińskich dygnitarzy wojskowych. W 1252 r. Kubilaj skrytykował niecenionego przez chińskich współpracowników (z powodu nonszalanckiej egzekucji podejrzanych podczas kontroli rządowej) chorezmijskiego renegata Mahmuda Jalawacza. Möngke zwolnił Mahmuda z urzędu.
W 1253 r. Kubilaj został zobowiązany przez wielkiego chana do ataku na Junnan w celu zajęcia niewielkiego Królestwa Dali. Królewski dom Gao stawił opór, skazując na śmierć mongolskich dyplomatów, mających skłonić Dali do poddania się. Mongołowie wówczas wyruszyli podzieleni na trzy części – jedna z nich ruszyła w kierunku Kotliny Syczuańskiej, druga, dowodzona przez wybitnego wodza Uriangkadaja (syna równie zdolnego Subedeja, twórcy zwycięstwa nad Kałką) podążała przez góry zachodniego Syczuanu, zaś trzecia kolumna, którą dowodził sam Kubilaj, podążała na południe przez tereny trawiaste i spotkała się z pierwszą kolumną. Kubilaj zdobył stolicę Dali, oszczędzając jej mieszkańców. Mongolski książę miał tak postąpić według „Historii Yuanu”, prowadzony przez porady konfucjańskiego doradcy, Yao Shu Ostatni król Dali, Duan Xingzhi, został mianowany przez Kubilaja lokalnym przywódcą, tusi. Uriangkadaj ze swymi wojskami wyruszył dalej, poruszając się wzdłuż południowej granicy państwa dynastii Song i w 1257 roku zdobył Hanoi, lecz potem pośpiesznie się wycofał z powodu ogromnego oporu, upałów i malarii Po wycofaniu się Kubilaja wybuchły antymongolskie niepokoje wśród niektórych frakcji, w których stłumieniu pomógł Duan Xingzhi, oferując pomoc wielkiemu chanowi. Ostatni władca Dali prowadził oddziały maszerujące na awangardzie mongolskich wojsk, pomagając Uriangkadajowi w całkowitym podboju Junnanu do końca 1256 roku.
Kubilaj zainteresowany medycznymi zdolnościami tybetańskich mnichów, zaprosił na dwór buddyjskiego mnicha imieniem Drogön Chögyal Phagpa. Był on siostrzeńcem starego lamy sprowadzonego na rozkaz kuzyna Kubilaja, zmarłego już wówczas Kotena. Młody Phagpa, późniejszy twórca pisma nazwanego na jego cześć, pokazał Kubilajowi znaczenie buddyzmu jako ideologii państwowej, zaszczepiając mu ideał buddyjskiego władcy uniwersalnego, obracającego koło Prawa. 18-letni buddysta wtajemniczył Kubilaja w kult lamaistycznego bóstwa Hewadżry, zaś w 1261 r. został cesarskim nauczycielem i zwierzchnikiem duchowieństwa buddyjskiego na terenie posiadłości Kubilaja.
Zazdrośni o sukcesy Kubilaja urzędnicy skłonili chana Möngkego do skontrolowania poczynań brata, który miał myśleć o własnym imperium. Inspektorzy podatkowi, Liu Taiping i Alamdar, wykryli nieprawidłowości, wymienili 142 naruszenia przepisów i nakazali stracenie niektórych urzędników. Kubilaj wysłał misję dyplomatyczną do brata, po czym bracia pojednali się.
Chan Möngke apelował, by przejmujący świątynie i buddyjskie bogactwa taoiści zaprzestali oczerniania nauk Buddy i nakazał Kubilajowi zakończenie sporu między zwaśnionymi stronami. Na początku 1258 roku Kubilaj zwołał więc konferencję uczonych taoistycznych i buddyjskich, na której udowodniono wyższość buddyzmu. Debata skupiała się wokół dwóch tekstów, z których jeden, sfabrykowany tekst Hua-hu ching (Klasyka o nawracaniu barbarzyńców), miał traktować o tym, jakoby Lao Tzu miał się w którymś ze swych wcieleń narodzić w Indiach jako Budda i że buddyzm to pośledniejsza wersja taoizmu, przeznaczona jakoby dla mniej rozwiniętych mieszkańców krajów na zachód od Chin. Buddyjski lama udowodnił, że wybitny chiński historyk Sima Qiang nie wspomina o owym dziele i świadczy to o sfałszowaniu tekstów. Kubilaj włączał się do debaty, oceniając stanowiska stron i prezentując własne opinie, zdecydowanie pro-buddyjskie. Dał szansę obrony taoistów, umożliwiając im przeprowadzenie magicznych obrzędów, które jednak zawiodły. Wskutek zwycięstwa strony buddyjskiej rozkazał ogolić głowy siedemnastu prominentnym taoistom, spalenie kopii fałszywych tekstów, i zarządził przekazanie 237 świątyń taoistycznym buddystom, a także powrót skonfiskowanych przez taoistów posiadłości do ich prawowitych buddyjskich właścicieli. Prócz tego nie prześladował jednak dalej taoistów, która to łagodność miała korzenie zapewne w radach matki co do tolerancji religijnej.
Wielki chan wezwał w 1258 r, brata na pomoc do kampanii w Syczuanie. Kubilaj objął dowództwo nad armią wschodnią. Chory na dnę mógł pozostać w domu, lecz postanowił pomóc swemu bratu i zwierzchnikowi. Nim przybył na miejsce, dowiedział się, że Möngke nie żyje, lecz postanowił to ukrywać przed armią i kontynuował atak na Wuhan w pobliżu Jangcy. Minister Songów, Jia Sidao, zaoferował poddanie się i złożenia trybutu z 200 000 taeli srebra i 200 000 jedwabnych beli. Kubilaj odmówił, lecz potem doszedł z nim do porozumienia.

### Wojna domowa i objęcie tronu
Kubilaj został poinformowany przez swą żonę, Czabi, o ruchach wojsk brata, Ariq Böke, więc wrócił na mongolskie równiny. Dowiedział się także, że brat zwołał w Karakorum kurułtaj, który wybrał go wielkim chanem. Miał wsparcie większości potomków Czyngis-chana, podczas gdy Kubilaja popierał inny brat, władca Ilchanatu, Hulagu. Chińskie otoczenie Kubilaja i zwierzchni książęta w Mandżurii i północnych Chinach popierali pretensje Kubilaja do tronu. Za kandydaturą Kubilaja optowało niewielu członków klanu Borgdżiginów, jedynie potomkowie Dżocziego. Kubilaja proklamowano wielkim chanem na kurułtaju 15 kwietnia 1260 roku. W Shaanxi i Syczuanie armia mongolska poparła brata Kubilaja. Kubilaj wysłał na te tereny Lian Xixiana, który doprowadził do egzekucji Liu Taipinga, urzędnika z ramienia Ariq Böke i przeciągnął na swą stronę pewnych generałów By bronić frontu południowego, wysłał do Songów dyplomatów, lecz Jia Sidao złamał przysięgę i aresztował emisariuszy chana. Kubilaj wysłał też Abishqę, by ten objął tron Ułusu Czagatajskiego, lecz Abishqa został aresztowany przez Ariqa Böke, który miał po swej stronie Ałgu, koronowanego chana czagatajskiego. W pierwszych starciach z armią Kubilaja zginął dowódca Ariqa Böke, Alamdar, w efekcie czego w zemście starszy brat Kubilaja kazał zabić Abishqę.
Kubilaj odciął dostawy żywności do Karakorum dzięki pomocy kuzyna Kadena, Rządzący Yizhou Li Tan zbuntował się przeciwko rządom mongolskim w 1262 r. Służący Kubilajowi kanclerze Shi Tianze i Shi Shu zostali zobowiązani do ataku na buntownika. W efekcie bunt upadł, zaś Li Tan próbował, przeczuwając klęskę, utopić się w jeziorze Ta-ming. Uratowono go jednak dzięki interwencji Mongołów, a następnie stracono przez zadeptanie przez konie, zgodnie z tradycją mongolską, by nie przelać krwi wroga Armia dokonała także egzekucji Wanga Wentonga, teścia Li Tana, początkowo zaufanego współpracownika Kubilaja i szefa Cesarskiego Sekretariatu(中書省 – Zhongshu Sheng). W wyniku tego buntu spadło zaufanie chana do Chińczyków Han, w efekcie zakazał on przyznawania tytułów i danin dla chińskich watażków.
Ałgu zaprzysiągł wierność Kubilajowi i odparł wyprawę zbrojną, zorganizowaną w 1262 r. przez rywalizującego z nim brata. Tak samo wierność Kubilajowi zadeklarował Hulagu. 21 sierpnia 1264 r. Ariq Böke poddał się w rezydencji Xanadu Kubilajowi. Chan przebaczył bratu mimo niezadowolenia brata Abishqi, zgładzonego przez generała lojalnego Ariqowi, Asutaja. Kubilaj kazał jednak zasiąść bratu do ucztowania, lecz zgładził pewnych jego zwolenników. Władca oszczędził Asutaja i Ariqa, którzy pozostali w areszcie, lecz Ariq zmarł jakiś czas później w niewyjaśnionych okolicznościach. Nie jest pewne, czy był zamordowany, ale pewne jest to, że śmierć jego była wygodna dla Kubilaja.

### Rządy

#### Jako wielki chan Mongołów
Z powodu tajemniczego zgonu trzech książąt wywodzących się od Dżocziego służących Hulagu, oblężenia Bagdadu w 1258 roku i nierównej dystrybucji łupów wojennych, relacje Ilchanatu ze Złotą Ordą stały się napięte. Gdy w 1262 r. Hulagu usunął zwolenników gałęzi Dżocziego z wojska, Kubilaj przysłał rządzącemu Ilchanatem bratu 30 000 posiłków, by ustabilizować sytuację na zachodnich kresach imperium mongolskiego. Po śmierci Hulagu władca Złotej Ordy, Berke przemaszerował przez Tbilisi, by podbić Ilchanat, lecz zmarł w drodze. Na dodatek chan Ałgu, władca chanatu czagatajskiego, także zmarł w tym miesiącu.
W nowej oficjalnej wersji historii swej rodziny, Kubilaj odmówił wspomnienia Berkego jako chana Złotej Ordy z powodu jego poparcia dla Ariqa Böke i wojen z Hulagu, jednak członkowie rodu Dżocziego zostali uznani za pełnoprawnych członków rodziny.
Kubilaj mianował Abakę, syna Hulagu, nowym ilchanem, zaś wnuk Batu-chana, Mentemu, został wprowadzony w Saraju na tron Złotej Ordy. Kubilaj wysłał też protegowanego, Baraqa, by obalił rządy dworu cesarzowej Organy, rządzącej Ułusem Czagatajskim. Wielki chan nie popierał obsadzenia na tronie chanatu po śmierci Czagataja syna jego i Organy – Mubaraka Szaha – na tronie miał zasiąść zamiast niego wysłany przez Kubilaja Baraq.
Książę Kajdu z domu Ugedeja nie stawiał się na dworze Kubilaja, więc władca podżegał Baraqa do ataku na Kajdu. Baraq zaczął rozszerzać swe władztwo na północ, gdy przejął władzę w 1266 roku, walcząc z Kaidu i Złotą Ordą. Wypchnął też nadzorcę z ramienia Kubilaja z Basenu Tarymskiego i po wspólnym pokonaniu wojsk Kubilaja przez Kaidu i Mentemu, dołączył do sojuszu przeciwko Kubilajowi i Abace wraz z rodem Ugedeja i Złotą Ordą. Mentemu jednak nie wystąpił militarnie przeciwko wielkiemu chanowi. Złota Orda obiecała Kubilajowi pomoc w pokonaniu Kajdu, nazwanego przez Mentemu buntownikiem. Siły Ilchanatu pokonały siły inwazyjne Baraqa w 1269 r., który zmarł w rok później. Kajdu przejął wtedy kontrolę nad chanatem czagatajskim i wznowił sojusz z Mentemu.
Tymczasem Kubilaj próbował ustabilizować sytuację na Półwyspie Koreańskim poprzez rozpoczęcie kolejnej inwazji mongolskiej po intronizacji zainstalowanego przez Kubilaja króla Wonjonga (panował w latach 1260–1269 i 1269–1274) w 1259 roku na wyspie Ganghwado. Kubilaj zmusił też władców Złotej Ordy i Ilchanatu do zawarcia rozejmu w 1270 roku, mimo interesów Ordy na Bliskim Wschodzie i na Kaukazie.
W 1260 roku Kubilaj wysłał swego doradcę, Hao Chinga na dwór cesarza Lizonga z dynastii Song, by zapewnić, że po poddaniu się zyska autonomię. Cesarz odmówił i uwięził posła Kubilaja, a po przysłanej przez wielkiego chana misji, dwór Songów wypuścił Hao Chinga.
Wielki chan mongolski wezwał na swój dwór dwóch utalentowanych irackich inżynierów, ekspertów od machin oblężniczych – Ismaiła i Ala ad-Dina, jego asystenta. Mongołom na terenie Cesarstwa Song nie wystarczyła szybka konnica, musieli pokonać Chińczyków ich własną bronią, doskonaląc techniki walki z pomocą floty i machin oblężniczych. Rzeki Han broniła twierdza Xiangyang. Po upadku Xiangyangu generałowie Aju i Liu Zheng zaproponowali ostateczną kampanię przeciwko Songom, a Bajan został mianowany najwyższym dowódcą. Kubilaj polecił Möngke Temürowi sporządzić drugi już spis powszechny na terenie Złotej Ordy, w celu zapewnienia zasobów i ludzi na potrzeby kampanii w Chinach. Odbył się w latach 1274–1275 i obejmował nawet miasta Rusi, jak Witebsk i Smoleńsk. Z rozkazu chana na Bałkany w celu wzmocnienia mongolskich wpływów został wysłany chan Złotej Ordy, Nogaj.
W grudniu 1271 roku Kubilaj ogłosił się chińskim cesarzem i proklamował powstanie dynastii Yuan, by zdobyć przychylność Chińczyków Han. Jeszcze w czasie konfliktu z bratem w 1260 roku zaprosił biegłego w znajomości księgi Yijing chińskiego mędrca, by, przy pośrednictwie tłumacza, objaśnił mu jego przeznaczenie do rządów nad Chinami. Powstały z ułożenia łodyżek wzór równych linii ma reprezentować potęgę Niebios i działanie twórcze boskie, jak i ludzkie – władcy. Z tego proroctwa Kubilaj bierze nazwę założonej wkrótce dynastii – Yuan-元 – „pierwszy, podstawowy, wspaniały”. Kubilaj przeniósł swą siedzibę do Chanbałyku, zwanego Dadu – „Wielką Stolicą”, zaś w Karakorum wybuchło wówczas z trudem powstrzymane przez władcę powstanie. Władca postanowił założyć nową siedzibę w na poły zdziczałym obszarze przy pomocy Liu Pingczonga, także architekta rezydencji Xanadu. Dzięki staraniom Kubilaja i jego otoczenia wybudowano np. most na Nefrytową Wyspę, a samo miast powstało na wzorzec chiński, nawiązując np. do Chang’an, co było zasługą arabskiego architekta Ichtijara. Niesprzyjający Kubiłajowi Kajdu i Baraq mieli wysłać informację, z której przebija się krytyka wobec poczynań Kubilaja: „Stare zwyczaje naszej dynastii nie są prawami Han. Dziś, gdy pozostajesz na terytorium Han, co stanie się ze starymi zwyczajami?”. Kajdu wskazywał na odejście Kubilaja od tradycji Czyngis-chana. W efekcie siły rodu Ugedeja powiększyły się.
W 1276 roku wojska Kubilaja dokończyły podbój ziem cesarstwa Songów. Z rozkazu generała Bajana po zdobyciu Hangzhou wymordowano zapewne około 10 000 ludzi. Cesarzowa-wdowa Xie, regentka, próbowała negocjować z Kubilajem, lecz Bajan upierał się, że jedyną alternatywą dla dalszej wojny jest bezwarunkowa kapitulacja. 26 stycznia 1276 roku cesarzowa zgodziła się na warunki Kubilaja i Bajan pokojowo wjechał do miasta. Cesarzową Xie i młodego cesarza Zhao Xiana osiedlono w dogodnych warunkach w Dadu. Sędziwa cesarzowa Xie dożyła swych dni pod opieką samej cesarzowej Czabi, małżonki Kubilaja. 19 marca 1279 roku po morskiej bitwie pod Yamen siły mongolskie pokonały ostatnie niedobitki lojalistów Songów, a mąż stanu i doradca młodziutkiego cesarza Zhao Binga, wraz z chłopcem rzucił się do morza z klifu, nie chcąc wpaść w ręce Mongołów. Były cesarz Zhao Xian został przez Kubilaja przeniesiony do Zhangye, by służyć tam jako mnich, zapewne zmarł w 1323 roku, według innej wersji w wieku 53 lat popełnił samobójstwo, a Kubilaj miał go uwięzić z powodu snu, w którym smok symbolizujący byłego cesarza odleciał z pałacu, co miało symbolizować zagrożenie panowania mongolskiego.
Kubilaj okazał się dobrym mecenasem kultury i dbał o gospodarkę. Według źródeł mongolskich za jego rządów istniało 20 166 szkół publicznych. Wyprawy władcy na Wietnam w 1258 i 1285 roku, Sachalin w 1264, Birmę w 1277 i Czampę w 1282 okazały się bardzo kosztowne i zapewniły jedynie formalny status wasala tych krajów. Niepowodzeniem zakończyły się najazdy na Japonię w 1274 i 1280 i kolejny najazd na Wietnam w latach 1287–1288, a także inwazja na Jawę w 1292 i 1293 roku.
W tym czasie siostrzeniec wielkiego chana, Abaka, próbował zawrzeć sojusz z siłami państw zachodnioeuropejskich, skierowany przeciwko mamelukom. Syn Kubilaja, Nomukhan, wraz z generałami zajął Ałmałyk na terenie dzisiejszego Xinjiangu na 10 lat – od 1266 do 1276 roku. Rok później grupa książąt na czele z synem Möngke, Shiregim, wszczęła rebelię i porwała dwóch synów Kubilaja i zaufanego generała Antonga, przekazując ich Kajdu i Möngke Temürowi. Armia Kubilaja stłumiła jednak bunt i przejęła kontrolę nad dorzeczem Ili oraz wzmocniła garnizony w Mongolii.
W latach 1279–1280 Kubilaj zarządził śmierć dla dokonujących uboju bydła zgodnie z prawami islamu (zabihah) lub judaizmu (kaszrut), co obraziło mongolskie zwyczaje. Po objęciu tronu Ilchanatu przez Ahmada Tokudarai i jego próbach zawarcia pokoju z Mamelukami, mongolscy sojusznicy Abaki pod panowaniem księcia Arghuna zaapelowali do Kubilaja. Po egzekucji Ahmada Fanakatiego, szefa Departamentu Spraw Wewnętrznych (chiń. 尚書省 – Shangshu Sheng), Kubilaj potwierdził koronację Arghuna, zaś główny dowódca Buqa otrzymał od cesarza tytuł kanclerza.
Kelmysz, siostrzenica Kubilaja, żona generała z klanu Qongiratów ze Złotej Ordy, miała na tyle wpływów, by wypuścić z niewoli synów wielkiego chana, Nomukhana i Kokczu. Tode Möngke, Nogaj i Köchü, książęta z linii Dżocziego, zgodzili się na wypuszczenie obydwu książąt. Miał to być przyczynek do pokoju z Yuan w 1282 roku, co skłoniło to Kajdu do uwolnienia generała Kubilaja. Chan Białej Ordy Köchü nawiązał z Ilchanatem i Yuan przyjazne stosunki, w zamian otrzymując luksusowe prezenty i zboże.

#### Jako cesarz dynastii Yuan
Kubilaj traktował Chiny jako swą główną bazę, przyjmując chiński model rządzenia i wzorce kulturalne. Do około 1276 roku polegał na swych chińskich doradcach, takich jak Liu Bingzhong, czy Xu Heng i zatrudniał wielu buddyjskich Ujgurów, z których rekrutowali się np. zarządzający chińskimi okręgami urzędnicy. Na dworze zatrudnił też Arniko, nepalskiego architekta i protegowanego Phags-py, któremu Pekin zawdzięcza XIII-wieczną pagodę, a w całych Chinach stoi wiele budynków przezeń zaprojektowanych, np. świątynia w Zhouzhou w Hebei. Buddyjski mnich Sangha został w czasie nieobecności Phags-py mianowany szefem Komisji ds. Buddyjskich i Tybetu. Wzrastająca korupcja w instytucjach sprawiła jednak, że władca zaczął doceniać także młodych monogolskich dostojników – Oz-temur z Aruladów został szefem cenzoratu, zaś Ocziczer kierował keshigiem, czyli mongolską cesarską gwardią i komisją ds. zaopatrzenia pałacu. W 1271 roku oficjalnie założono stolicę cesarstwa Yuan – 大都 – Dadu – ”Wielka Stolica”, zaś letnią siedzibą władcy było Shangdu (znane też jako Xanadu – 上都 – Górna Stolica).
Wiele posiadłości Kubilaja było administrowanych jako prowincje – „oddziałowe sekretariaty”, którymi zarządzali gubernatorowie i wicegubernatorowie. System ów obejmował Chiny właściwe, Mandżurię, Mongolię, zaś oddział prowincjonalny Zhendongu miał pod swoją kontrolą także Koreę. Wydzielony charakter miał Region Centralny (chiń. 腹裏 – Fùlǐ), obejmujący duże połacie dzisiejszych północnych Chin. Uważany za najważniejszy, był administrowany bezpośrednio przez Zhongshu Sheng – Centralny Sekretariat. Tybet był zarządzany przez wspomniane już Biuro ds. Buddyjskich i Tybetańskich.
Kubilaj odbudowywał gospodarkę poprzez odnowienie Wielkiego Kanału, naprawianie budynków użyteczności publicznej i odbudowę sieci dróg. W 1263 roku opodatkowal partnerów handlowych imperium i dla nadzoru kupców utworzył Urząd Podatków Rynkowych w 1268 roku. Po mongolskim podboju Songów imperium rozszerzyło działalność handlową na Morze Południowochińskie i Ocean Indyjski. W 1286 roku wyżej wspomniany Urząd objął kontrolę nad handlem morskim. Główne źródło dochodów rządu stanowił monopol na produkcję soli.
Minister Sangha (chiń. 桑哥) był Tybetańczykiem. Bogaty kupiec z Sułtanatu Madurajskiego, Abu Ali (chiń. 孛哈里 Bèihālǐ, lub 布哈爾 Bùhār), związany był z tamtejszą rodziną panującą. Po poróżnieniu się z nimi, wyruszył do Chin, otrzymał koreańską małżonkę i pracę od władcy imperium mongolskiego. Żona Abu Alego poprzednio była żoną Sanghi, a wedle Dongguk Tonggam, Goryeosa oraz Zhōng'ānjí (chiń.中俺集) autorstwa Liu Mengyana, jej ojciec dzierżył tytuł Chaesongnyeon (kor. 채송년) za panowania króla Chungnyeola.
Kubilaj zapraszał azjatyckich artystów i wykazywał się tolerancją religijną. Pomimo anty-taoistycznych dekretów, władca darzył szacunkiem mistrza taoistycznego i desygnował Zhanga Liushana na patriarchę sekty Xuánjiào (玄教 „Tajemniczego Zakonu”). Za radą patriarchy, świątynie taoistyczne zostały podporządkowane Akademii Godności Naukowych. Imperium wizytowali Europejczycy, np. Marco Polo, który mógł widzieć letnią stolicę cesarza w Shangdu.
W czasie panowania południowej dynastii Song potomek Konfucjusza, książę Yansheng Kong Duanyou uciekł z cesarzem do Quzhou. Tymczasem dynastia Jin rządząca od niedawna na północy, wyznaczyła brata księcia, Kong Duancao, który pozostał w rodowej siedzibie, Qufu, na księcia Yansheng. Tytuł ów został odebrany południowej gałęzi po odrzuceniu skierowanego do Kong Duanyou zaproszenia Kubilaja do powrotu na północ. Północna gałąź rodu utrzymała zatem tytuł książęcy.
Rozwój nauki i relacje z mniejszościami
Trzydziestu muzułmanów służyło jako wysocy rangą urzędnicy na dworze Kubilaja. Osiem z dwunastu regionów administracyjnych imperium zarządzanych było przez muzułmańskich namiestników z nadania cesarza. Jednym z nich był Ajall Shams al-Din Omar, który został namiestnikiem Junnanu. Był biegle wykształcony w wiedzy konfucjańskiej i taoistycznej, wierzył w możliwość szerzenia islamu w Chinach. Innymi administratorami byli Nasr al-Din w Junnanie i Mahmud Jalawacz w stolicy.
Kubilaj patronował muzułmańskim uczonym i naukowcom, a także astronomom, którzy przyczynili się do budowy obserwatorium w Shaanxi. Jamal ad-Din skonstruował 7 nowych przyrządów, dzięki swym koncepcjom udoskonalono chiński kalendarz. Muzułmańscy lekarze tworzyli szpitale i własne Instytuty Medycyny w Pekinie i Shangdu. W Pekinie istniał Guang Hui Si „Biuro Rozległego Miłosierdzia”, gdzie medycy Hui uczyli medycyny i chirurgiii. Opublikowano w tym w czasie w Chinach prace Awicenny. Muzułmańscy matematycy wprowadzili do Chin także geometrię euklidesową, sferyczną trygonometrię i cyfry arabskie.

## W kulturze popularnej
Kubilaj-Chan pojawia się jako przywódca cywilizacji mongolskiej w czwartej części serii gier strategicznych Sid Meier’s Civilization i w części szóstej jako przywódca cywilizacji mongolskiej i chińskiej